# Daihatsu Consorte
Daihatsu Consorte — субкомпактный автомобиль, выпускавшийся с 1969 по 1977 год японской компанией Daihatsu.

## Описание
Daihatsu Consorte, дебютировавший в 1969 году, основан на Toyota Publica. Его название, означающее «consort» на итальянском языке, отражало установленную связь Daihatsu с Toyota. Предшественником Consorte являлся Compagno («компаньон»).
Daihatsu Consorte, созданный на основе Toyota Publica, продавался в японской дилерской сети Toyota Corolla Store (до 1966 года — Toyota Publica Store), предназначенной исключительно для продажи Publica. В Consorte применялись двигатели, разработанные компанией Daihatsu, в то время как в Publica применялся двухцилиндровый двигатель с воздушным охлаждением или же оппозитный двигатель 2U.
Первоначально Consorte выпускался только в кузове двухдверный седан с 1,0-литровым двигателем FE. В июне 1971 года в моторную гамму был добавлен 1,2-литровый двигатель Publica 3K. Коробка передач — четырёхступенчатая механическая.
В январе 1972 года Daihatsu Consorte прошёл фейслифтинг. С мая 1973 года 1,2-литровые двигатели работали в паре с пятиступенчатой механической или же двухступенчатой автоматической трансмиссией. Также в модельный ряд было добавлено двухдверное купе. С октября 1973 по ноябрь 1974 года в модельный ряд Consorte также входили четырёхдверные седаны.
В 1977 году Daihatsu Consorte был снят с производства.